# پتر کروپوتکین
پتر آلکسیویچ کروپوتکین (به روسی: Пётр Алексе́евич Кропо́ткин)؛ (۹ دسامبر ۱۸۴۲ – ۸ فوریه ۱۹۲۱)، جانورشناس، جغرافی‌دان، انقلابی، نویسنده، نظریه‌پرداز در رشته تکامل، اقتصاددان و فیلسوف آنارشسیت روس بود.

## زندگی
شاهزاده پتر کروپوتکین در ۹ دسامبر ۱۸۴۲، در مسکو در یک خانواده اشرافی به دنیا آمد. وی تحصیلات خود را در سنت پترزبورگ ادامه داد و پس از آن به سیبری رفت و مشغول تحقیقات در مورد جغرافیا و مردم‌شناسی شد. او در طی این مطالعات جغرافیایی از منچوری تا بایکال را پیمود و آن مناطق را مطالعه نمود. بعد از بازگشت از سیبری مطالعات سیاسی را جدی‌تر گرفت.
در سال ۱۸۷۲ او به جامعه بین‌المللی کارگران پیوست اما محدود بودن آن محیط نیز وی را مأیوس کرد. تقسیم جامعه بین‌المللی کارگران به دو گروه، کروپوتکین را مصمم کرد که به روسیه برگردد. در ۱۸۷۶ پس از فراری پر ماجرا به انگلستان و بعد سویس گریخت و نوشتن کتاب انقلاب را شروع کرد. نیروهای تزار با انفجاری در لندن قصد ترور او را داشتند، اما با وجود این حمله‌ها کروپوتکین همراه با همسرش درآنجا ماند و تحقیقاتش در مورد انقلاب فرانسه را ادامه داد.
کروپوتکین به خاطر فعالیت‌های آنارشیستی‌اش در ۱۸۸۳ دستگیر و محکوم به پنج سال حبس شد. او بعد از سه سال آزاد شد و تا سی سال فعالیت‌های آنارشیستی خود را در لندن ادامه داد. بعد از انقلاب اول روسیه در سال ۱۹۰۵ او به روسیه بازگشت و بقیه عمر خود را صرف نوشتن کرد.
او مخالف اندیشه‌ها و عمل لنین بود و به یک مدل اجتماعی مرکب از کمونیسم و سوسیالیسم و مستقل از حکومت اعتقاد داشت.
پتر کروپوتکین سرانجام در ۸ فوریه ۱۹۲۱ در دیمیتروف (شهری نزدیک مسکو) درگذشت.

## آثار
- حرف‌های یک شورشی (۱۸۸۵)
- در زندان‌های روسیه و فرانسه (۱۸۸۷)
- تسخیر نان (۱۸۹۲)
- خاطرات یک انقلابی (۱۸۹۹)
- مزارع، کارخانه‌ها و کارگاه‌ها (۱۸۹۹)
- علم مدرن و آنارشیسم (۱۹۰۱)
- یاری متقابل: عامل تکامل (۱۹۰۲)
- ادبیات روسیه (ایده‌آل‌ها و واقعیات در ادبیات روسی) (۱۹۰۵)
- انقلاب کبیر فرانسه (۱۹۰۹)
- ترور در روسیه (۱۹۰۹)
- اخلاقیات (۱۹۲۲)
- آنارشیسم؛ فلسفه و آرمان

## نقل قول
«به جای آنکه کلید جامعه را به سیاست‌مدار بدهیم بهتر است قفل را عوض کنیم» (کروپوتکین)